# Tracy Ainsworth
Tracy Ainsworth est biologiste marine et professeur Scientia à l'Université de Nouvelle-Galles du Sud, travaillant sur les récifs coralliens et la biologie de la Grande Barrière de Corail. Ses recherches portent sur la biologie des stress, les cellules, la maladie, l'immunité et la symbiose. Elle a reçu la médaille Dorothy Hill pour la science, de l'Académie australienne des sciences, pour ses recherches sur les récifs coralliens, les contraintes et les impacts de la température sur la santé des coraux.

## Biographie

### Carrière
Ainsworth examine les impacts du stress environnemental sur les coraux, en particulier les coraux constructeurs de récifs, ainsi que les interactions entre les hôtes et les microbes. Elle étudie également les symbioses et les épidémies. La recherche sur les bactéries associées aux coraux a permis d'approfondir les connaissances sur les mécanismes des maladies des coraux, comment elles se produisent et ce qui les fait progresser.
Ainsworth identifie également une gamme de nouvelles bactéries intracellulaires qui pourraient jouer un rôle dans le succès des coraux. Elle a également examiné les impacts de la hausse des températures et du changement climatique, et comment cela affectera le corail à la fois actuellement et dans les climats futurs. Ainsworth publie des études sur les impacts de la hausse des températures de l'eau sur les coraux.

## Ouvrages
Les articles sélectionnés dans des revues évaluées par des pairs comprennent les suivants :
- Ainsworth, Tracy D. et Gates, Ruth D. (2016) Corals’ microbial sentinels: the coral microbiome will be key to future reef health. Sciences, 352 (6293). pp. 1518-1519[5].
- Kelly, Lisa A., Heintz, Tom, Lamb, Joleah B., Ainsworth, Tracy D. et Willis, Bette L. (2016) Ecology and pathology of novel plaque-like growth anomalies affecting a reef-building coral on the Great Barrier Reef. Frontières des sciences marines, 3. pp. 1–12[6].
- Ainsworth, Tracy D.,Heron, Scott F., Ortiz, Juan Carlos, Mumby, Peter J., Grech, Alana, Ogawa, Daisie, Eakin, C. Mark et Leggat, William (2016) Climate change disables coral bleaching protection on the Great Barrier Reef. Sciences, 352 (6283). pp. 338–342[7].

Elle a également publié un livre :
- Graham NAJ; Ainsworth TD ; Baird AH; Interdire NC ; Baie LK ; Cinner JE; De Freitas DM ; Diaz-Pulido G; Dornelas M; Dunn SR; JIP Fidelman ; Foret S; Bon TC ; Kool J; Mallela J; Pénin L; Pratchett MS; Williamson DH, 2011, From microbes to people: Tractable benefits of no-take areas for coral reefs[8].

## Médias
Ainsworth a publié sur les récifs coralliens et les sciences marines dans The Conversation, où, avec des chercheurs d'autres universités australiennes, elle a décrit les impacts du blanchissement des coraux, dans le parc marin de l'île Lord Howe . Elle a également vu son travail décrit par l'ABC.

## Prix et récompenses
- 2018 - Médaille Dorothy Hill[11]
- 2012 - Boursier super scientifique ARC (2012-2015)[12]
- 2011 - Bourse L'Oréal Women in Science[13].